# Милисав Дидановић
Милисав Дидановић (Јабланица, 1890—Прибој, 1956) био је српски земљорадник, учесник Другог балканског рата и Првог светског рата и носилац Карађорђеве звезде са мачевима
Рођен је 16. јануара 1890. године у Јабланици, општина Чајетина, где је са оцем Петром и мајком Милицом живео до пунолества. У Други балкански рат отишао је са 3. четом 2. батаљона IV пешадијског кадровског пука, са истом јединицом дочекао је и почетак Првог светског рата. На вишеградском фронту, већ у првој већој борби против аустроугарских снага, вођеној 16. и 17. августа 1914. године на Бујаку, истакао се јунаштвом и како стоји у званичном извештају, са шесторицом другова одликован је Сребрном медаљом за храброст Милош Обилић. Касније је одликован за показану храброст 1914. године на положају Крстацу код Пожеге приликом прогањања непријатеља.
У јесен 1915. године, по наређењу Врховне команде IV пук је са вишеградског фронта, пребачен у Владичин Хан, где је ступио у борбу са Бугарима. На положају Кукавица код Лесковца, Милисав је рањен у леву ногу и руку, потом заробљен. После опоравка спроведен је у логор Нежидер, где је провео три године. 
На почетку Другог светског рата, Немци га хапсе и поново, по други пут, он је пао у ропство, које је провео у логору Нежидер. Издржао је и ово, после чега се вратио кући, умро је 1956. године у Прибоју.